# Saggio di Fujiwara
Il saggio di Fujiwara è un test chimico di riconoscimento. Il saggio può essere impiegato per due differenti scopi che richiedono sostanzialmente la stessa reazione e gli stessi reagenti: per la ricerca degli alogeni geminali o per la ricerca dei derivati piridinici.

## Procedimento

### Ricerca degli alogeni geminali
Si porta in soluzione la sostanza in esame contenente gli alogeni geminali (due alogeni legati allo stesso atomo di carbonio) e si addiziona NaOH e una soluzione a base di piridina e si fa riscaldare a bagnomaria. Il test è positivo se la soluzione assume una colorazione rosso-ciliegia.

### Riconoscimento derivati piridinici
Si porta in soluzione la sostanza in esame e si addiziona NaOH e CHCl3 e si fa riscaldare a bagnomaria. Come per la ricerca degli alogeni geminali il saggio è positivo se la soluzione assume una colorazione rosso-ciliegia. Il test di Fujiwara è positivo solo per i derivati privi di sostituenti in posizione 2 e 6 sull'anello piridinico.

## Reazione
La reazione è la stessa per entrambe le ricerche in quanto in entrambi i casi si osserva la reazione tra una molecola contenente alogeni geminali e una molecola contenente un anello piridinico in ambiente basico. Questo significa che per le due ricerche i reagenti potrebbero essere qualsiasi molecola con alogeni geminali nota e qualsiasi derivato piridinico noto, tuttavia di norma si utilizzano cloroformio e piridina. La molecola con alogeni geminali in ambiente basico dà la formazione di un dialocarbene (nell'esempio il diclorocarbene CCl2) che reagisce con la piridina dando un composto instabile caratterizzato da un atomo di carbonio carico negativamente legato all'azoto dell'anello piridinico carico positivamente. L'intermedio instabile reagisce con una molecola di H2O in posizione 2 o 6 con conseguente apertura dell'anello e stabilizzazione di un composto caratterizzato dal fenomeno della tautomeria cheto-enolica responsabile della colorazione tipica del saggio positivo.